# Stainforthia
Stainforthia es un género de foraminífero bentónico de la familia Stainforthiidae, de la superfamilia Turrilinoidea, del suborden Buliminina y del orden Buliminida. Su especie tipo es Virgulina concava. Su rango cronoestratigráfico abarca desde el Eoceno hasta la Actualidad.

## Discusión
Clasificaciones previas incluían Stainforthia en el suborden Rotaliina del orden Rotaliida. Clasificaciones más modernas la incluyen en la familia Buliminidae de la superfamilia Buliminoidea.

## Clasificación
Stainforthia incluye a las siguientes especies:
- Stainforthia concava
- Stainforthia concisa
- Stainforthia crusyi
- Stainforthia dalliformis
- Stainforthia dubia
- Stainforthia feylingi
- Stainforthia fusiformis
- Stainforthia hovarthi
- Stainforthia kamali
- Stainforthia loeblichi
- Stainforthia regina
- Stainforthia mattei
- Stainforthia robusta
- Stainforthia ryani
- Stainforthia skagerakensis
- Stainforthia solignaci
- Stainforthia stahensis
- Stainforthia troosteri
- Stainforthia vestfoldensis

Otras especies consideradas en Stainforthia son:
- Stainforthia brevis, de posición genérica incierta
- Stainforthia panayensis, de posición genérica incierta
- Stainforthia complanata, aceptado como Fursenkoina complanata
- Stainforthia compressa, aceptado como Fursenkoina compressa